# پیشینه مجلس در ایران
|  |

پیشینه مجلس در ایران اشاره به تاریخچه این نهاد قانون‌گذاری در ایران دارد که مراحل مختلفی را از سر گذرانده است. این نهاد قانون‌گذاری از یک مصلحت خانه ۲۵ نفره تا امروزه که با نام مجلس شورای اسلامی با ۲۹۰ عضو در حال کار است، در تغییر و توسعه بوده است.

## ایران باستان
هرودت (تاریخ نگار یونانی) مدعی است پس از کوروش و فرزندانش، ایرانیان برای مشخص شدن ادامه وضعیت حکومت در کشورشان مجلس کوچکی تشکیل دادند که داریوش موفق شد آن مجلس را متقاعد سازد که از نظام‌های دموکراتیک دوری کرده و نظام شاهنشاهی را ادامه دهد.
اولین مجلس شناخته شده در تاریخ ایران، مربوط به زمان اشکانیان است. در این دوران، مجلسی موسوم به مهستان از میان بزرگان و اشراف ایرانی تشکیل می‌شده‌است.
همان طور که گفته شد، اولین مجلس شناخته شده در تاریخ ایران به زمان اشکانیان بازمی‌گردد. در این دوران مجلس مهستان از میان بزرگان و اشراف ایرانی به دو دسته بزرگان و شاهی تقسیم می‌شده‌است. پس از حمله اعراب به ایران بساط مجلس در حکومت‌های ایران برای بیش از ۱۲ قرن برچیده شد.

## دوره قاجار

### ناصرالدین شاه
در زمان ناصرالدین شاه وی در چند مورد مجوز تشکیل مجالسی را صادر کرد. در ۲۳ محرم ۱۲۷۵ هجری قمری در روزنامه وقایع اتفاقیه فرمانی از ناصرالدین شاه منتشر شد که وظایف حکومت را میان وزارت خانه‌های امور خارجه، جنگ، مالیه، عدلیه و فواید عامه تقسیم نمود و در این میان میرزا جعفرخان مشیرالدوله (دیپلمات تحصیل کرده بریتانیا) نیز به عنوان رئیس مجلس ۲۵ نفره «مصلحت خانه» یا به اختصار «مجلس مشورت» معرفی شده بود.
هرچند این مجلس مشورتی همان گونه که از نامش پیدا بود بیشتر جنبه تشریفاتی داشت، اما به هر حال پس از چندین قرن می‌توان آن را بارقه‌ای از اصلاح ساختار سیاسی ایران دانست. پس از آن و در شوال ۱۳۰۱ قمری، جمعی از تجار و بازرگانان نیز توانستند اجازه تأسیس «مجلس وکلای تجار» را از ناصرالدین شاه بگیرند که مرامنامه آن بسیار مترقی و برخوردار از جنبه پررنگ اصلاح‌طلبانه بود.

### انقلاب مشروطه
تاریخ تشکیل اولین مجلس ملی ایران به انقلاب مشروطه باز می‌گردد که فرمان تشکیل آن در روز ۱۴ مرداد سال ۱۲۸۵ توسط مظفرالدین شاه به امضا رسید. نظام‌نامه مجلس شورای ملی نیز در روز ۱۷ شهریور ۱۲۸۵ به امضای مظفرالدین شاه رسید. قانون اساسی اولیه ایران در همین زمان به سرعت توسط گروهی از روشنفکران آشنا با غرب و تعدادی از مسوولان درباری، تنظیم شد و در ذی‌قعده ۱۳۲۴ قمری / ۱۲۸۵ شمسی به امضای شاه رسید.

### طرح کامل قانون اساسی ایران
با تدوین متممی برای قانون اساسی جهت تهیه طرح کامل آن و همزمان تصحیح، تکمیل و تنقیح آن، حساسیت علما به ویژه شیخ فضل‌الله نوری برانگیخته شد. علما به ویژه شیخ فضل‌الله نوری این متمم را از جهت انطباق با شرع باطل دانسته و به آن اعتراض کردند. این اعتراضات موجب تشکیل کمیسیون ثانویه‌ای شامل شیخ فضل‌الله نوری، تعدادی از روحانیان و نمایندگان آذربایجان برای تطبیق قوانین با موازین شرعی شد.
در نتیجه با تلاش‌های شیخ فضل‌الله نوری و دیگر علما، اصل دوم متمم قانون اساسی بدین شرح تصویب شد:
«مجلس مقدس شورای ملی که به توجه و تأیید حضرت شاهنشاه اسلام خلد الله سلطانه و مراقبت حجج اسلامیه کثّرالله امثالهم (علما و مراجع تقلید اسلام) و عامّه ملت ایران تأسیس شده، باید در هیچ عصری از اعصار، مواد قانونیّه آن مخالفتی با قواعد مقدسه اسلام و قوانین موضوعه حضرت خیرالانام صلی الله علیه و آله نداشته باشد؛ و معیّن است که تشخیص مخالفت قوانین موضوعه با قواعد اسلامیه، بر عهده علمای اعلام ادام الله برکات وجودهم بوده و هست؛ لهذا رسماً مقرر است در هر عصری از اعصار هیأتی که کم‌تر از پنج نفر نباشد، از مجتهدین و فقهای متدینین که مطلع از مقتضیات زمان هم باشند، به این طریق که علمای اعلام و حجج اسلام مرجع تقلید شیعه، اسامی بیست نفر از علما که دارای صفات مذکور، باشند به مجلس معرفی بنمایند. پنج نفر از آن‌ها را یا بیش تر به مقتضای عصر، اعضای شورای ملی به اتفاق یا به حکم قرعه تعیین نموده به سمت عضویت بشناسند، تا موادی که در مجلسین عنوان می‌شود، به دقت مذاکره و غور و بررسی نموده، هر یک از آن مواد معنونه که مخالفت با قوانین مقدسه اسلام داشته باشد، طرح و رد نمایند که عنوان قانونیت پیدا نکند و رأس این هیئت علما در این باب مطاع و متّبع خواهد بود و این ماده تا زمان ظهور حضرت حجت عصر عجل الله فرجه تغییرپذیر نخواهد بود.»
شیخ فضل‌الله نوری در این مورد گفته بود:
«خدای تعالی راضی مباد از کسی که دربارهٔ مجلس شورای ملی غیر از تصحیح، تکمیل و تنقیح، خیالی داشته باشد و بر سخط و غضب الهی گرفتار باشند کسانی که مطلب مرا بر خلاف واقع انتشار می‌دهند و با تدلیس مسلمانان، آنان را به اشتباه می‌اندازند، و راه رفع شبهه را از هر جهت مسدود می‌سازند تا سخن ما به گوش مسلمانان نرسد و به خرج مردم بدهند که فلانی و سایر مهاجرین منکر اصل مجلس شورای ملی شده‌اند.»

### مجلس شورای ملی
تشکیل اولین مجلس ملی کشور به انقلاب مشروطه بازمی‌گردد که فرمان تشکیل آن در روز ۱۴ مرداد سال ۱۲۸۵ توسط مظفرالدین شاه به امضا رسید. مجلس شورای ملی (که در فرمان مشروطیت نیز یک بار مجلس شورای اسلامی خوانده شده بود) از ۱۲۸۵ تا ۱۳۶۸ در حدود ۸۳ سال به حیات خود ادامه داد و در جریان بازنگری در قانون اساسی جمهوری اسلامی ایران در سال ۱۳۶۸ از مجلس شورای ملی به مجلس شورای اسلامی تغییر نام پیدا کرد.
مشروطه‌خواهان پس از برقراری حکومت به تصفیه حساب با مخالفان پرداختند. طرفداران استبداد یعنی شاه و درباریان وحشت زده هر کدام به جایی پناه بردند. اما مشروعه شیخ فضل‌الله نوری بعد از گذشت نزدیک به یک قرن به صورت بنیاد برای تدوین متن قانون اساسی جمهوری اسلامی ایران و اساسنامه مجلس شورای اسلامی ایران بعد از انقلاب اسلامی بهمن ۱۳۵۷ ایران قرار گرفت.

## انقلاب ۱۳۵۷
با پیروزی انقلاب اسلامی ایران، مجلس شورای ملی و سنای پهلوی منحل گردید، و شورای انقلاب اختیارات قوهٔ مقننه را تا تشکیل مجلس شورای اسلامی و شورای نگهبان، در دست گرفت.
نام مجلس در قانون اساسی جمهوری اسلامی، مجلس شورای ملی ذکر شده بود، اما بالفعل از آن با نام مجلس شورای اسلامی یاد می‌شد. تا اینکه در بازنگری در قانون اساسی جمهوری اسلامی در سال ۱۳۶۸ نام آن رسما به مجلس شورای اسلامی تغییر پیدا کرد. این نام یعنی «مجلس شورای اسلامی» یک بار نیز در فرمان مشروطیت آمده بود.